# Кембъл (окръг, Кентъки)
Вижте пояснителната страница за други значения на Кембъл.
Окръг Кембъл (на английски: Campbell County) е окръг в щата Кентъки, Съединени американски щати. Площта му е 412 km², а населението - 88 616 души (2000). Административен център е град Александрия.